# Lars Johan Hierta

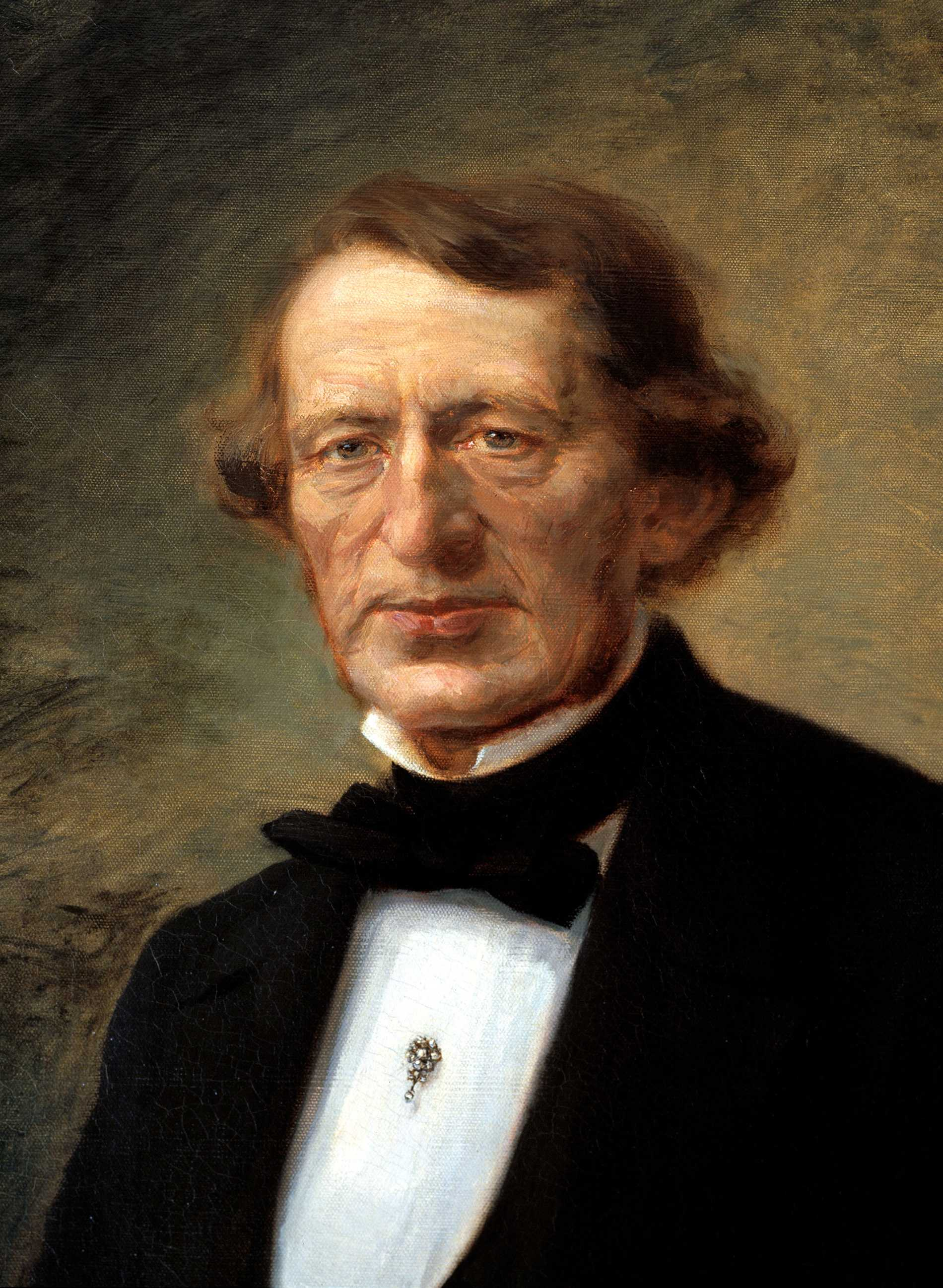
Lars Johan Hierta

Lars Johan Hierta (* 23. Januar 1801 in Uppsala; † 20. November 1872 in Stockholm) war ein schwedischer Verleger und Politiker. Bekannt ist er als Gründer der schwedischen Zeitung Aftonbladet.

## Leben
Hierta wurde als Sohn von Carl Didrik Hierta und Hedvig Johanna Schméer geboren. Er verlor schon in frühen Jahren seine Mutter. Bereits im Jahr 1814 nahm er ein Studium an der Universität Uppsala auf. 1821 wurde er Doktor der Philosophie und cand. jur. Im gleichen Jahr nahm er eine unbezahlte Stelle beim Bergskollegium an, wo er dann 1825 als Rechtsreferendar tätig wurde. Am Schwedischen Ständereichstag von 1823 nahm er als Sekretär des Riddarhuset teil. In späteren Versammlungen der Jahre 1828 bis 1830 vertrat er den Adel und war ebenfalls als Rechtssekretär tätig. Er vertrat liberale Positionen und kritisierte die konservative Regentschaft Karl XIV. Johann.
1823 begann er für das Conversationsbladet zu schreiben. Von 1824 bis 1826 schrieb er für Argus und 1826 bis 1828 gelegentlich für Stockholmsposten. Zunächst betätige er sich eher satirisch, schrieb dann jedoch Nachrichtenbeiträge und politische Kommentare. 1829 gründete er mit Hiertas Bokförlag seinen eigenen Verlag. 1830 begründete er dann die zunächst liberal ausgerichtete Zeitung Aftonbladet. Er gilt damit als schwedischer Pionier der Pressefreiheit. 1839 folgte die Gründung der noch heute bestehenden Kerzenfabrik Liljeholmens Stearinfabriks AB. 1853 erwarb er das Schloss Årsta.
Bei seinem Tod im Jahr 1872 gehörte Hierta zu den reichsten Personen Schwedens. Seine Witwe Vilhelmina Fröding spendete 100.000 SEK zur Einrichtung einer Professur für Volkswirtschaft an die Universität Stockholm. 400.000 SEK wurden in die Stiftung Lars Hiertas minne eingebracht. In Stockholm wurde 1927 zu seinen Ehren das Lars-Johan-Hierta-Denkmal errichtet.